# Louis-Jacques-Mandé Daguerre
Louis-Jacques-Mandé Daguerre, més conegut com a Louis Daguerre (Cormeilles-en-Parisis, Val d'Oise, França, 18 de novembre del 1787 – Bry-sur-Marne, Val-de-Marne, França, 10 de juliol del 1851), va ser un pioner de la fotografia amb la invenció i difusió del sistema del daguerreotip. A més, també va treballar com a pintor i decorador teatral.

## Orígens
Daguerrre, d'origen basc (Daguerre és la forma francesa del cognom basc Aguirre), nascut a Cormeilles-en-Parisis, va ser educat en una família benestant i des de la seva joventut va demostrar una gran inclinació per l'estudi de les lletres i les arts. Va rebre una educació molt elemental que va acabar als catorze anys, moment en el qual va haver de començar a guanyar-se la vida.
Daguerre, que tenia una intel·ligència natural i una gran facilitat pel dibuix, va començar a ser un aprenent d'arquitecte. Els seus primers aprenentatges sobre traçar plans i fer dibuixos en perspectiva li van ser de gran utilitat per la seva segona ocupació, ja que va començar a treballar com a aprenent del cèlebre dissenyador d'escenaris per teatre i òpera de l'època: Degoti. Va realitzar aquesta feina durant tres anys i, a continuació, va ingressar com a ajudant de l'escenògraf més destacat del París de l'època: Prevost. En aquesta ocupació Daguerre va començar a donar a conèixer els seus treballs, situant-se entre els homes més importants del teatre.
D'altra banda, cal destacar que tot i que Daguerre va ser un pintor de segona fila en el París de la primera mitat del segle xix, va crear creacions espectaculars com l'obra “Missa del Gall a Saint-Etienne-du Mont”, en la qual hi predomina la perspectiva realista.
Louis Daguerre va passar a la història per inventar el diorama, una instal·lació que permet proporcionar una sensació de profunditat a les imatges. Aquest invent va despertar l'atenció del públic parisenc en un espectacle que consistia en crear la il·lusió a l'espectador de que es trobava en un altre lloc. Les imatges eren enormes, es podien moure i es combinaven amb diferents jocs de llums i sons. Així doncs, l'espectador tenia la sensació de que es trobava en situacions com en una batalla, una tempesta, etc. Perquè tot això fos creïble, les pintures havien de ser molt realistes i, per aquesta raó, a Daguerre li interessava l'aplicació del principi de la càmera obscura al Diorama.
Les seves instal·lacions van arribar a l'Òpera de París i el seu èxit va ser tal que va ser condecorat amb la Legió d'honor (França).

## Biografia
Louis Daguerre va néixer a Cormeilles-en-Parisis, Val-d'Oise, França. Va ser aprenent d'arquitectura, disseny teatral i pintura panoràmica de Pierre Prévost, el primer pintor panoràmic francès. Extremadament expert en la seva habilitat per a la il·lusió teatral, es va convertir en un famós dissenyador de teatre, i més tard va arribar a inventar el diorama, que es va inaugurar a París el juliol de 1822.
El 1829, Daguerre es va associar amb Nicéphore Niépce, un inventor que havia produït el primer heliògraf del món el 1822 i la fotografia de càmera més antiga que es conservava el 1826 o 1827. Niépce va morir sobtadament el 1833, però Daguerre va continuar experimentant i va desenvolupar el procés que posteriorment es coneixeria com a daguerrotip. Després que els esforços per interessar inversors privats resultaren infructuosos, Daguerre va fer pública la seva invenció el 1839. En una reunió conjunta de l'Acadèmia Francesa de Ciències i l'Acadèmia de Belles Arts el 7 de gener d'aquell any, la invenció es va anunciar i es va descriure en termes generals, però es van ocultar tots els detalls específics. Amb garanties d'estricta confidencialitat, Daguerre va explicar i demostrar el procés només al secretari perpetu de l'Acadèmia Domènec Francesc Joan Aragó, que va demostrar ser un defensor inestimable. Els membres de l'Acadèmia i altres individus selectes van poder examinar exemplars a l'estudi de Daguerre. Les imatges van ser elogiades amb entusiasme com a gairebé miraculoses, i la notícia del daguerreotip es va estendre ràpidament. Es van fer arranjaments perquè els drets de Daguerre fossin adquirits pel govern francès a canvi d'una pensió vitalícia per a ell i el fill de Niépce, Isidore; després, el 19 d'agost de 1839, el govern francès va presentar l'invent com a regal de França "lliure al món", i es van publicar instruccions de treball completes. El 1839, va ser elegit a l'Acadèmia Nacional de Disseny com a acadèmic honorari.
Daguerre va morir, d'un atac de cor, el 10 de juliol de 1851 a Bry-sur-Marne, a 12 km de París. Un monument marca la seva tomba allí.
El nom de Daguerre és un dels 72 noms inscrits a la torre Eiffel.

## Diorama
Article principal: Diorama
El diorama és un model tridimensional de paisatge que mostra situacions històriques, naturalesa, ciutats, etc. És utilitzat per l'educació o l'entreteniment i confeccionat amb materials o element en tres dimensions que conformen una escena de la vida real. Se situen davant d'un fons corbat, pintat de manera que simuli un entorn real, i es completa l'escena amb efectes d'il·luminació. Així, es poden representar animals, plantes, batalles, paisatges, etc.

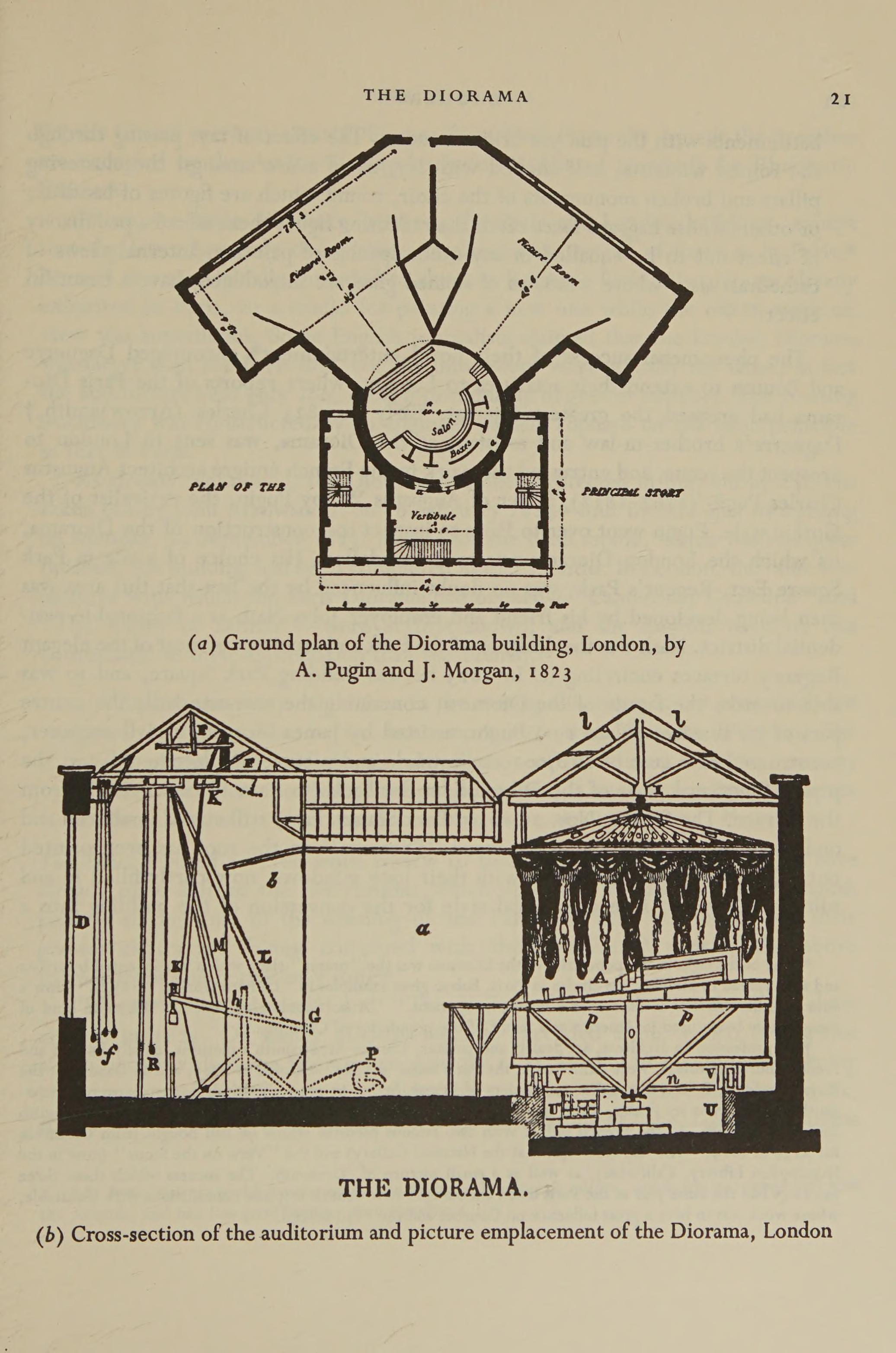
Diagrama del diorama de Londres

### Llista de diorames
- D.20 Sermon dans l'eglise real de Santa Maria Nuova, à Monreale en Sicile.
- D.19 Inaugeration du Temple de Salomon.
- D.18 Eboulement de la Vallée de Goldau'.
- D.17 Une Messe de minuit un santo-Etienne-du-Mont.
- D.16 Le Bassin du central à Gand comercio.
- D.15 Vue de la Forêt Noire.
- D.14 Mont Blanc, prise de la Vallée de Chamouny.
- D.13 Le Tombeau de Napoléon; à Sainte-Hèlène.
- D.12 Le 28 juillet 1830 à l'Hôtel de Ville de París.
- D.11 Vue de Paris, prise de Montmartre.
- D.10 Le Déluge du Comienzo (que es mostra el 4 de novembre de 1829 al 31 de gener de 1831).
- D. 7 Segona mostra de la Ville d'Edimbourg, colgante l'Incendie.
- B.10 Campo Santo de Pise, por Bouton (1 d'agost de 1829 al 14 de maig de 1830)

## Daguerreotip
Article principal: Daguerreotip
El seu segon invent va ser el daguerreotip, el primer procediment fotogràfic que es va donar a conèixer públicament (1839, París).

### L'invent
Daguerre seguia amb molt d'interès els descobriments que es realitzaven sobre fotografia en aquella època. Utilitzava la càmera obscura per fer maquetes de les seves composicions i va començar a ocupar-se seriosament en reproduir els seus treballs. Va fer alguns assajos amb substàncies fosforescents, però la imatge era fugaç i tan sols visible en la foscor.
Daguerre va treballar en moltes ocasions amb l'òptic Charles Chevalier, el qual el va posar en contacte amb Joseph Nicéphore Niépce (Chevalier coneixia els experiments que Niépce estava realitzant en la fixació d'imatges de la càmera obscura mitjançant la primera tècnica fotogràfica, l'heliografia). Daguerre es va associar amb ell per tal de millorar les tècniques de producció de diorames amb l'ajut de l'heliografia.
El 5 de desembre de 1829 van firmar un contracte de societat, en el qual Daguerre reconeixia que Niépce “havia trobat un nou procediment per fixar, sense necessitat de recórrer al dibuix, les vistes que oferia la naturalesa”. Durant molts dies Daguerre i Niépce van estar treballant junts. Aquests ho feien amb plaques sensibles de plata, coure i vidre i també utilitzaven el vapor per ennegrir la imatge.
Quan, l'any 1833, Niépce va morir, Daguerre va continuar investigant. El 1835 va realitzar un descobriment important per accident. Va posar una placa exposada en el seu armari químic i, al cap d'uns dies, es va trobar que s'havia convertit en una imatge latent (el mercuri s'evaporava i actuava com un revelador).
Daguerre va anar perfeccionant la tècnica fotogràfica inventada pel seu antic soci. Desenvolupà la tècnica, consistent en una placa de coure coberta amb una solució de plata que era exposada a la llum uns trenta minuts. Quan la imatge desitjada ja havia quedat estampada, la placa era submergida en un dissolvent i la imatge anava apareixent gradualment fins a quedar fixada en paper.
El daguerreotip, però, no permetia obtenir còpies, ja que es tractava d'una imatge positiva única. A més, els temps d'exposició eren llargs i el vapor de mercuri tenia efectes tòxics per la salut.

### La mort de Niépce
L'any 1833 mor Niépce sense que l'invent es faci públic i, dos anys més tard, el 1835, Daguerre aprofita els problemes econòmics del fill de Niépce per modificar el contracte, de tal manera que el nom de Daguerre passa a aparèixer per davant del nom de Niépce, a canvi que els drets econòmics del pare li siguin reconeguts al fill.
En aquest mateix any es produeix una tercera modificació del contracte que suposa la desaparició del nom de Niépce i que el procediment passi a dir-se “Daguerreotip”. Uns pocs anys després, l'any 1838, Louis Daguerre prenia en el Boulevard du Temple la primera fotografia en la qual apareix una persona.
Daguerre va perfeccionar el procediment fotogràfic inventat per Niépce. Les tres grans innovacions de Daguerre que li van permetre obtenir imatges molt nítides i de qualitat permanent van ser: utilitzar plaques de coure platejat sensibilitzades en vapors de iode, aconseguir bons revelats a partir de vapors de mercuri i fixar les imatges en aigua salada molt calenta.

### Industrialització
Ràpidament, a la ciutat de París, en tan sols un any ja es van fer 500 000 daguerrotips. Daguerre ajudat pel seu cunyat, va aconseguir treure al mercat la càmera anomenada Daguerrotype, la qual era numerada i portava la firma de Daguerre. A més, el manual explicatiu del procediment del daguerreotip va ser traduït als principals idiomes.

### Les primeres persones fotografiades

Daguerreotip del Boulevard du Temple de París, 1838, amb dues persones a la zona inferior esquerra.

Es creu que l'any 1838 es va realitzar la primera fotografia de persones vives. La imatge mostra un carrer molt concorregut (el Bulevard del Temple parisenc). No obstant això, degut al llarg temps d'exposició per impressionar la imatge (al voltant de quinze minuts en les hores de màxima irradiació), no apareix el trànsit o altres vianants, ja que aquests es movien massa ràpid. Les úniques excepcions són un home i un noiet que li netejava les botes, ja que van romandre en la mateixa posició durant el temps que va trigar l'exposició del daguerreotip. Segons la investigació de la historiadora Shelley Rice, el noiet i el seu client són actors ubicats allà per Daguerre, qui prèviament hauria pres una altra fotografia del mateix lloc, notant la incapacitat de la tècnica fotogràfica del moment per deixar constància de la intensa activitat humana d'aquella zona.

### Presentació pública de l'invent
El 7 de gener de 1839, a l'Acadèmia de les Ciències a París, es va presentar públicament l'invent. Posteriorment, l'Estat francès va comprar l'invent i va concedir una pensió vitalícia anual de 6000 francs per Daguerre i una altra de 4000 francs pel fill de Joseph Niépce. Malgrat que es va declarar que la daguerreotípia era un regal per al món, a la pràctica Daguerre es va reservar la patent per a la Gran Bretanya i va obstaculitzar la difusió de la fotografia en aquell país. Mentrestant, als Estats Units no hi havia restriccions i la tècnica es va estendre ràpidament.
El mateix any 1839, un deixeble de Daguerre, el català Ramon Alabern i Moles, obtingué des d'un terrat del pla de Palau la primera imatge fotogràfica de Barcelona, l'edifici de la Llotja.

### Avantatges del daguerreotip
Amb l'aportació de Daguerre, es va aconseguir reduir a un període comprès entre els cinc i els quaranta minuts, el temps necessari per la presa d'imatges (anteriorment, amb el procediment de Niépce, es necessitaven dues hores).
A partir d'aquest moment Daguerre va començar a treballar en la millora del procediment químic amb la utilització del iodur de plata i el vapor de mercuri, així com amb la dissolució del iodur residual en una solució calenta a base de sal comuna.
En aquest mateix any, és el daguerreotip més antic conegut. Sota el nom de Composició, ens trobem davant d'una sèrie d'objectes que presenten una imatges més volumètrica, amb una major profunditat i millors relleus.
Durant els anys 1838 i 1839 es va dedicar a promocionar l'invent per diversos mitjans com, per exemple, el seu intent de crear una societat d'explotació per subscripció pública que va fracassar o les operacions de preses de vistes realitzades pels carrers de París. Gràcies a les seves actuacions, va aconseguir contactar amb François Aragó, científic i polític liberal, el qual l'any 1839 va presentar l'invent davant l'Acadèmia Francesa de Ciències.
Daguerre va aconseguir un reconeixement unànime per tot el mont, rebent nomenaments i condecoracions d'acadèmies franceses i estrangeres, ocultant els veritables descobriments de Joseph Nicéphore Niépce com a predecessor de les seves investigacions. A poc a poc, però, la veritat es va anar coneixent i gràcies a les reivindicacions del fill de Niépce davant del govern francès, el gran paper i mèrit de Niépce al procés fotogràfic, finalment, va obtenir el reconeixement oficial.

## Competició amb Talbot
Sense que cap inventor ho sapigués, el treball de desenvolupament de Daguerre a mitjans de la dècada de 1830 va coincidir amb els experiments fotogràfics realitzats per William Henry Fox Talbot a Anglaterra. Talbot havia aconseguit produir un "paper sensible" impregnat de clorur de plata i capturar-hi petites imatges de càmera l'estiu de 1835, tot i que no ho va revelar públicament fins al gener de 1839. Talbot no sabia que el difunt soci de Daguerre, Niépce, havia obtingut una petita imatge semblant, imatges de càmera sobre paper recobert de clorur de plata, gairebé vint anys abans. Niépce no va trobar cap manera d'evitar que s'enfosquissin per tot arreu quan s'exposava a la llum per veure'ls i, per tant, s'havia allunyat de les sals de plata per experimentar amb altres substàncies com el betum. Talbot va estabilitzar químicament les seves imatges per suportar una inspecció posterior a la llum del dia tractant-les amb una solució forta de sal comuna.
Quan els primers informes de l'anunci de la invenció de Daguerre de l'Acadèmia Francesa de Ciències van arribar a Talbot, sense detalls sobre la naturalesa exacta de les imatges o el procés en si, va suposar que s'havien d'utilitzar mètodes similars al seu, i va escriure ràpidament un escrit obert, una carta a l'Acadèmia reivindicant la prioritat de la invenció. Tot i que aviat es va fer evident que el procés de Daguerre era molt diferent al seu, Talbot s'havia vist estimulat per reprendre els seus experiments fotogràfics interromputs durant molt de temps. El procés de daguerrotip desenvolupat només va requerir una exposició suficient per crear una imatge latent molt feble o completament invisible que després es va desenvolupar químicament fins a una visibilitat total. El procés anterior de "paper sensible" de Talbot (ara conegut com a "paper salat") era un procés d'impressió que requeria una exposició prolongada a la càmera fins que la imatge es va formar completament, però el seu procés negatiu de paper calotip posterior (també conegut com a talbotip) va introduir el 1841, també va utilitzar el desenvolupament d'imatges latents, reduint molt l'exposició necessària i fent-la competitiva amb el daguerreotip.
L'agent de Daguerre, Miles Berry, va sol·licitar una patent britànica sota les instruccions de Daguerre pocs dies abans que França declarés l'invent "lliure per al món". Així, al Regne Unit se li va negar de manera única el regal gratuït de França i es va convertir en l'únic país on es requeria el pagament de les taxes de llicència. Això va tenir l'efecte d'inhibir l'expansió del procés allà, amb l'avantatge eventual de processos competitius que posteriorment es van introduir a Anglaterra. Antoine Claudet va ser una de les poques persones amb llicència legal per fer daguerrotips a Gran Bretanya.

## Mort de Daguerre
Fins al dia de la seva mort, Daguerre es va dedicar a la fabricació en sèrie de material fotogràfic, conjuntament amb el seu cunyat Giroux, i a l'organització de demostracions en públic de l'invent. Daguerre va morir el 10 de juliol de 1851 a Bry-sur-Marne, prop de París, on hi ha un monument a la seva tomba.

## Premis i reconeixements
- Oficial de la Legió d'Honor.[8]

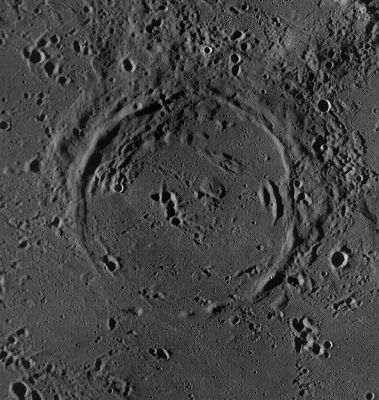
Cràter lunar Daguerre fotografiat per la missió Lunar Reconnaissance Orbiter.

- El seu nom es troba gravat en la llista de 72 científics de la Torre Eiffel.
- El 1935, la Unió Astronòmica Internacional va donar el seu nom al cràter lunar Daguerre.
- El 19 d'agost de 2006 se li va dedicar un monòlit en el Photomuseum (museu de la fotografia) de Zarautz (Guipúscoa).[9]